# Тіса (Хунедоара)
Тіса (рум. Tisa) — село у повіті Хунедоара в Румунії. Входить до складу комуни Буржук.
Село розташоване на відстані 330 км на північний захід від Бухареста, 35 км на захід від Деви, 126 км на південний захід від Клуж-Напоки, 98 км на схід від Тімішоари.

## Населення
За даними перепису населення 2002 року у селі проживали 188 осіб, з них 183 особи (97,3%) румунів. Рідною мовою 187 осіб (99,5%) назвали румунську.